# فردی واشینگتن
فردی واشینگتن (انگلیسی: Fredi Washington; ۲۳ دسامبر ۱۹۰۳ – ۲۸ ژوئن ۱۹۹۴) یک هنرپیشه اهل ایالات متحده آمریکا بود.